# Notiothemis robertsi
Notiothemis robertsi är en trollsländeart som beskrevs av Fraser 1944. Notiothemis robertsi ingår i släktet Notiothemis och familjen segeltrollsländor. IUCN kategoriserar arten globalt som livskraftig. Inga underarter finns listade i Catalogue of Life.